# 韓國國民黨
韓國國民黨（韓語：한국국민당）是大韓民國第五共和国时代的一个保守政党，由第三和第四共和国期间執政的民主共和党（共和党）和維新政友會的部分国会议员组成。简称为國民黨。

## 背景
1980年11月25日，原本民主共和党和维新政友会18名议员通过决议，组建新政黨，暂名「韓國國民黨」，原本民主共和党黨務委员金鍾哲当选担任創党準備委员長。 1980年12月17日召开創党準备会议，1981年1月27日召开創党大会，推荐創党筹备委员会委员长金鍾哲为党主席、第十二届总统候选人选举。在同年3月24日举行的第11届大选中，该党获得25席，成为继民主正义党（151席）、民主韓國黨（81席）之后的第三大党。国民党在建党宣言中阐述了自己的角色：“我们将共同拒绝极端的冲突逻辑和政治缺席的惯性，努力履行我们作为一个政策健全的政党使命。”事实上，它作为反对党仍然活跃在“政治體制內”（在韩国议会的权力范围内）。在1985年举行的第12届大选中，他们勉强保住了20个席位，足以组成一个國會政黨，但在1987年10月，前共和党總裁金鍾泌重返政坛并成立了一个新政党（新民主共和党）），讓韓國國民黨中包含六名議员在內，有三十四名党员退党以加入新民主共和黨，此后还有多名其他党员退党。
在次年1988年4月举行的大选中，该党得票率不足1%，无人当选，因此根据政党法的规定立即解散。

## 相关项目
- 大韩民国政党
- 韩国政党名单